# Siempre en el mejor momento
Siempre en el mejor momento (en italiano, Sempre più bello) es una película de comedia dramática y romance italiana de 2021 dirigida por Claudio Norza.
Es la tercera y última película de la serie que comenzó en 2020 con Sul più bello y continuó en 2021 con Ancora più bello .

## Sinopsis
La enfermedad de Martha ha pospuesto sus planes de vivir con Gabriel. Finalmente, los dos logran vivir juntos, pero poco después Marta tiene una recaída. Gabriel desesperado interviene para que Marta y su abuela hagan las paces.

## Distribución
La película se estrenó el 20 de octubre de 2021 en el Rome Film Fest 2021, fuera de competición en la sección "Alice nella città", y se estrenó en los cines italianos como película de evento solo el 31 de enero, el 1 de febrero y el 2 de febrero de 2022.

## Reconocimientos
- 2022 - Nastro d'argento
  - Mejor cameo del año para Drusilla Foer